# Thunbergia chrysops
Thunbergia chrysops är en akantusväxtart som beskrevs av William Jackson Hooker. Thunbergia chrysops ingår i släktet thunbergior, och familjen akantusväxter. Inga underarter finns listade i Catalogue of Life.

## Bildgalleri

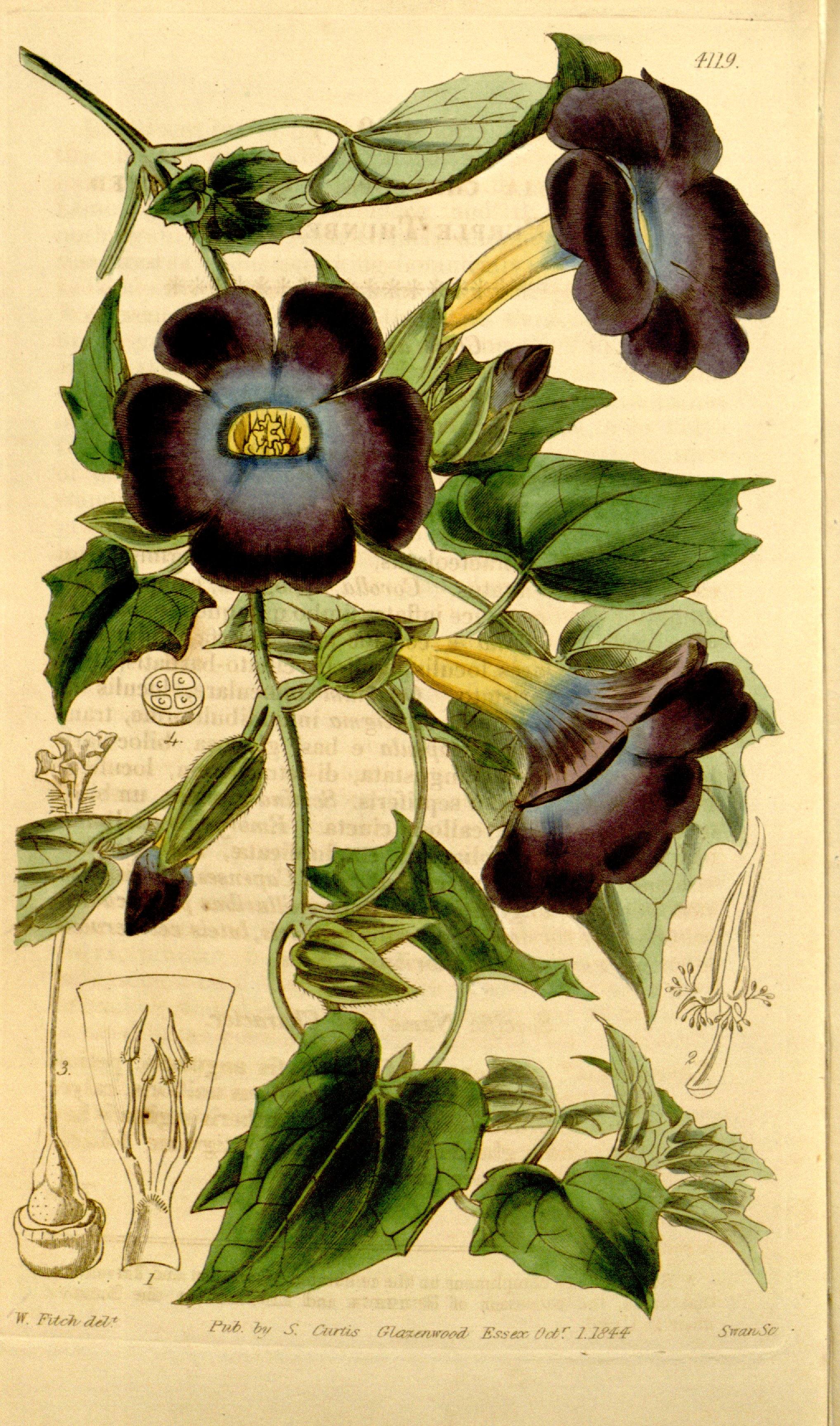